# Hull Football Club
ne pas confondre avec l'autre club de rugby à XIII de la ville Hull Kingston Rovers
Maillots

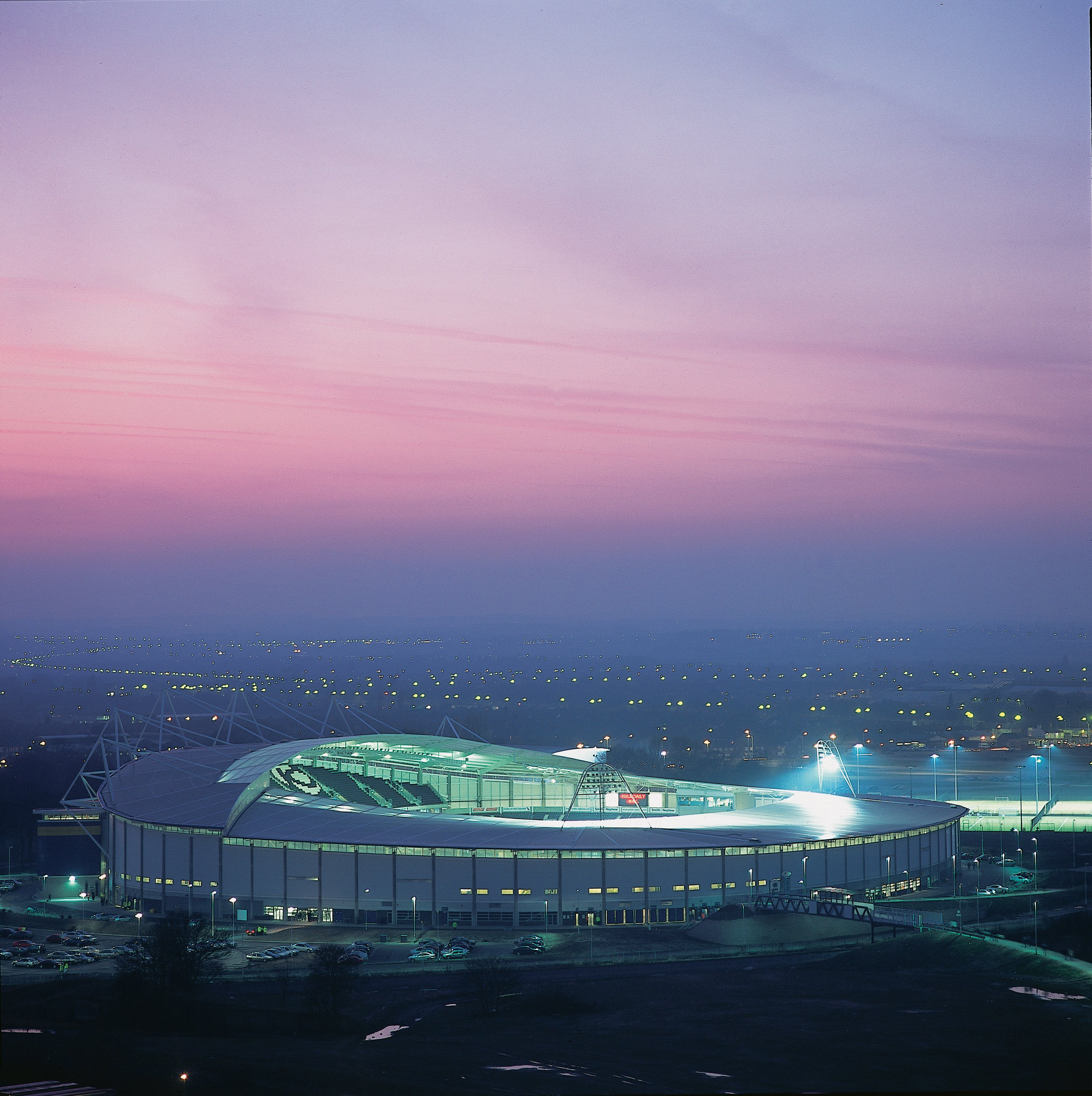
Kingston Communications Stadium

Le Hull Football Club (appelé généralement le Hull FC) est un club professionnel de rugby à XIII anglais situé à Hull dans le Yorkshire de l'Est. Ils ont remporté le championnat anglais à six reprises - 1920, 1921, 1936, 1956, 1958 et 1983 - ainsi que la Challenge Cup à cinq reprises (1914, 1982, 2005, 2016 et 2017).
Le club est fondé en 1865 en tant que club de rugby (qui devient plus tard le rugby à XV) puis participe à la fondation de la Northern Rugby Football Union (qui prend le nom plus tard de la « Rugby Football League ») en 1895 qui est à l'origine directe de la naissance du rugby à XIII. Hull FC a rejoint la Super League à partir de la saison 1998 et ne l'a plus quitté depuis. Depuis 2007, son club rival situé dans la même ville le Hull KR a rejoint également la Super League permettant le retour de ce derby. Le club évolue au KC Stadium doté d'une capacité de 25 404 places, le partageant avec le club de football Hull City AFC.

## Palmarès
| Super League (précédemment RFL Championship)                                                       | Challenge Cup |
| -------------------------------------------------------------------------------------------------- | --- |
| - Champion (6) : 1920, 1921, 1936, 1956, 1958 et 1983. - Finaliste (4) : 1957, 1982, 1984 et 2006. | - Vainqueur (5) : 1914, 1982, 2005, 2016 et 2017. - Finaliste (12) : 1908, 1909, 1910, 1922, 1923, 1959, 1960, 1980, 1983, 1985, 2008, 2013. |

## Histoire
Le club fut l'un des membres fondateurs de la Northern Union, la première fédération anglaise de rugby à XIII, formée en 1895. Cette même année, il emménage au stade du Boulevard, qu'il ne quittera que 107 ans plus tard pour le tout nouveau KC Stadium.
Traditionnellement, les habitants de la moitié ouest de la ville de Hull soutenaient Hull FC alors que ceux de la moitié est soutenaient les Hull Kingston Rovers, la rivière Hull séparant symboliquement les deux parties de la ville.
En 1997, le club a changé de nom pour s'appeler Hull Sharks, mais est revenu deux ans plus tard à son nom de Hull FC

## Joueurs emblématiques
Clive Sullivan, l'un des premiers capitaines noirs de l'équipe de Grande-Bretagne, (capitanat en 1972, lors de la Coupe du monde) a marqué plus de deux cents essais pour le club avant de rejoindre le club rival de Hull KR pour lequel il marquera plus de cent essais. La route principale vers Hull porte son nom.
Plusieurs joueurs d'Hull FC ont été nommés dans l'équipe type de la Super League : Shaun Briscoe en 2004 et 2011, Richard Horne en 2004, Paul King en 2004, Paul Cooke en 2005, Jamie Thackray en 2005, Kirk Yeaman en 2006 et 2011, Ben Crooks en 2013, Tom Lineham en 2013, Jamie Shaul en 2016, Mahe Fonua en 2016 et 2017, Danny Houghton en 2016, Scott Taylor en 2016, Mark Minichiello en 2016, Gareth Ellis en 2016 et Albert Kelly en 2017.
Un joueur ont remporté le Man of Steel : Danny Houghton en 2016. Enfin, Un joueur a remporté le Harry Sunderland Trophy : Greg Mackey en 1991, 
| - Billy Batten - Andy Dannatt - Paul Eastwood - Tommy Harris - John Harrison (rugby à XIII) - Colin Hutton - Arthur Keegan - Jim Kennedy - Dane O'Hara |  | - Joe Oliver (en) - Wilf Rosenberg - Garry Schofield - Mick Scott - Jon Sharp - Jason Smith - Peter Sterling - Clive Sullivan - Keith Tindall - Johnny Whiteley |

## Bilan du club toutes saisons et toutes compétitions confondues
| Année       | Année       | Saison régulière Division One | Saison régulière Division One | Saison régulière Division One | Saison régulière Division One | Saison régulière Division One | Saison régulière Division One | Saison régulière Division One | Saison régulière Division One | Phase finale Division One | Phase finale Division One | Phase finale Division One | Phase finale Division One | Phase finale Division One | Phase finale Division One | Phase finale Division One | Challenge Cup      |
| Année       | Année       | Class.                        | Points                        | MJ                            | V.                            | N.                            | D.                            | Pp.                           | Pc.                           | Perf.                     | MJ                        | V.                        | N.                        | D.                        | Pp.                       | Pc.                       | Performance        |
| Saison 1996 | Saison 1996 | 3e                            | 28                            | 20                            | 14                            | 0                             | 6                             | 565                           | 392                           | Non-qualifié              | 0                         | 0                         | 0                         | 0                         | 0                         | 0                         | Quart de finale    |
| Saison 1997 | Saison 1997 | 1er                           | 37                            | 20                            | 18                            | 1                             | 1                             | 617                           | 228                           | Finaliste                 | 1                         | 0                         | 0                         | 1                         | 0                         | 18                        | Huitième de finale |
| Année       | Année       | Saison régulière Super League | Saison régulière Super League | Saison régulière Super League | Saison régulière Super League | Saison régulière Super League | Saison régulière Super League | Saison régulière Super League | Saison régulière Super League | Phase finale Super League | Phase finale Super League | Phase finale Super League | Phase finale Super League | Phase finale Super League | Phase finale Super League | Phase finale Super League | Challenge Cup      |
| Année       | Année       | Class.                        | Points                        | MJ                            | V.                            | N.                            | D.                            | Pp.                           | Pc.                           | Perf.                     | MJ                        | V.                        | N.                        | D.                        | Pp.                       | Pc.                       | Performance        |
| Saison 1998 | Saison 1998 | 9e                            | 16                            | 23                            | 8                             | 0                             | 15                            | 421                           | 574                           | Non-qualifié              | 0                         | 0                         | 0                         | 0                         | 0                         | 0                         | Quart de finale    |
| Saison 1999 | Saison 1999 | 13e                           | 10                            | 30                            | 5                             | 0                             | 25                            | 422                           | 921                           | Non-qualifié              | 0                         | 0                         | 0                         | 0                         | 0                         | 0                         | Seizième de finale |
| Saison 2000 | Saison 2000 | 7e                            | 25                            | 28                            | 12                            | 1                             | 15                            | 630                           | 681                           | Non-qualifié              | 0                         | 0                         | 0                         | 0                         | 0                         | 0                         | Demi-finale        |
| Saison 2001 | Saison 2001 | 3e                            | 42                            | 28                            | 20                            | 2                             | 6                             | 772                           | 630                           | Play off 2                | 2                         | 0                         | 0                         | 2                         | 44                        | 51                        | Quart de finale    |
| Saison 2002 | Saison 2002 | 5e                            | 32                            | 28                            | 16                            | 0                             | 12                            | 742                           | 674                           | Play off 1                | 1                         | 0                         | 0                         | 1                         | 22                        | 36                        | Seizième de finale |
| Saison 2003 | Saison 2003 | 7e                            | 27                            | 28                            | 13                            | 3                             | 12                            | 701                           | 577                           | Non-qualifié              | 0                         | 0                         | 0                         | 0                         | 0                         | 0                         | Quart de finale    |
| Saison 2004 | Saison 2004 | 3e                            | 40                            | 28                            | 19                            | 2                             | 7                             | 843                           | 478                           | Play off 1                | 1                         | 0                         | 0                         | 1                         | 16                        | 28                        | Quart de finale    |
| Saison 2005 | Saison 2005 | 5e                            | 32                            | 28                            | 15                            | 2                             | 11                            | 756                           | 670                           | Demi-finale               | 2                         | 1                         | 0                         | 1                         | 40                        | 77                        | Vainqueur          |
| Saison 2006 | Saison 2006 | 2e                            | 40                            | 28                            | 20                            | 0                             | 8                             | 720                           | 578                           | Finaliste                 | 3                         | 1                         | 0                         | 2                         | 31                        | 50                        | Seizième de finale |
| Saison 2007 | Saison 2007 | 4e                            | 30                            | 27                            | 14                            | 2                             | 11                            | 573                           | 553                           | Play off 2                | 2                         | 1                         | 0                         | 1                         | 40                        | 37                        | Quart de finale    |
| Saison 2008 | Saison 2008 | 11e                           | 17                            | 27                            | 8                             | 1                             | 18                            | 538                           | 699                           | Non-qualifié              | 0                         | 0                         | 0                         | 0                         | 0                         | 0                         | Finaliste          |
| Saison 2009 | Saison 2009 | 12e                           | 20                            | 27                            | 10                            | 0                             | 17                            | 502                           | 623                           | Non-qualifié              | 0                         | 0                         | 0                         | 0                         | 0                         | 0                         | Seizième de finale |
| Saison 2010 | Saison 2010 | 6e                            | 32                            | 27                            | 16                            | 0                             | 11                            | 569                           | 584                           | Play off 1                | 1                         | 0                         | 0                         | 1                         | 4                         | 21                        | Seizième de finale |
| Saison 2011 | Saison 2011 | 8e                            | 27                            | 27                            | 13                            | 1                             | 13                            | 718                           | 569                           | Play off 1                | 1                         | 0                         | 0                         | 1                         | 10                        | 42                        | Quart de finale    |
| Saison 2012 | Saison 2012 | 6e                            | 32                            | 27                            | 15                            | 2                             | 10                            | 696                           | 621                           | Play off 2                | 2                         | 1                         | 0                         | 1                         | 58                        | 34                        | Seizième de finale |
| Saison 2013 | Saison 2013 | 6e                            | 28                            | 27                            | 13                            | 2                             | 12                            | 652                           | 563                           | Play off 2                | 2                         | 1                         | 0                         | 1                         | 32                        | 80                        | Finaliste          |
| Saison 2014 | Saison 2014 | 11e                           | 22                            | 27                            | 10                            | 2                             | 15                            | 653                           | 586                           | Non-qualifié              | 0                         | 0                         | 0                         | 0                         | 0                         | 0                         | Seizième de finale |
| Saison 2015 | Saison 2015 | 8e                            | 24                            | 30                            | 13                            | 0                             | 18                            | 620                           | 716                           | Non-qualifié              | 0                         | 0                         | 0                         | 0                         | 0                         | 0                         | Quart de finale    |
| Saison 2016 | Saison 2016 | 3e                            | 40                            | 30                            | 20                            | 0                             | 10                            | 749                           | 579                           | Demi-finale               | 1                         | 0                         | 0                         | 1                         | 18                        | 28                        | Vainqueur          |
| Saison 2017 | Saison 2017 | 3e                            | 35                            | 30                            | 17                            | 1                             | 12                            | 714                           | 655                           | Demi-finale               | 1                         | 0                         | 0                         | 1                         | 16                        | 18                        | Vainqueur          |
| Saison 2018 | Saison 2018 | 8e                            | 22                            | 30                            | 11                            | 0                             | 19                            | 615                           | 786                           | Non-qualifié              | 0                         | 0                         | 0                         | 0                         | 0                         | 0                         | Quart de finale    |
| Saison 2019 | Saison 2019 | 6e                            | 30                            | 29                            | 15                            | 0                             | 14                            | 645                           | 768                           | Non-qualifié              | 0                         | 0                         | 0                         | 0                         | 0                         | 0                         | Demi-finale        |
| Saison 2020 | Saison 2020 | 6e                            | 20                            | 18                            | 10                            | 0                             | 8                             | 432                           | 450                           | Demi-finale               | 2                         | 1                         | 0                         | 1                         | 29                        | 43                        | Quart de finale    |
| Saison 2021 | Saison 2021 | 8e                            | 17                            | 21                            | 8                             | 1                             | 12                            | 409                           | 476                           | Non qualifié              | 0                         | 0                         | 0                         | 0                         | 0                         | 0                         | Demi-finale        |
| Saison 2022 | Saison 2022 | 9e                            | 22                            | 27                            | 11                            | 0                             | 16                            | 508                           | 675                           | Non qualifié              | 0                         | 0                         | 0                         | 0                         | 0                         | 0                         | Quart de finale    |
| Saison 2023 | Saison 2023 | 10e                           | 20                            | 27                            | 10                            | 0                             | 27                            | 476                           | 654                           | Non qualifié              | 0                         | 0                         | 0                         | 0                         | 0                         | 0                         | Quart de finale    |
| Saison 2024 | Saison 2024 | 11e                           | 6                             | 27                            | 3                             | 0                             | 24                            | 328                           | 894                           | Non qualifié              | -                         | -                         | -                         | -                         | -                         | -                         | Huitième de finale |
| Saison 2025 | Saison 2025 | -                             | -                             |                               |                               |                               |                               |                               |                               | -                         | -                         | -                         | -                         | -                         | -                         | -                         | Quart de finale    |

## Derby de Hull
Le derby d'Hull - « The Hull Derby » - est une opposition entre le club d'Hull FC situé dans l'Ouest de Kingston-upon-Hull et Hull KR situé dans l'Est de la ville. Les deux équipes sont séparés par la rivière Hull. À la fin des années 1990, une fusion est envisagée entre les deux clubs pour former une seule équipe appelé « Humberside » ou simplement « Hull », mais cette fusion est rejetée par les deux clubs. La rivalité entre les deux clubs atteint ses sommets durant les années 1980 quand les deux clubs se disputaient les titres de Championnat et de Coupe d'Angleterre. Hull FC remporte le Championnat en 1983, Hull KR en 1984 et 1985. Ce derby est considéré comme l'un des plus féroces de rugby à XIII en raison de la présence des deux clubs dans une même ville.